# The Return......
The Return…… (punog naziva The Return of the Darkness and Evil) drugi je studijski album švedskog ekstremnog metal sastava Bathory, koji su 27. svibnja 1985. u Europi objavile diskografske kuće Black Mark Production i Tyfon, a u SAD-u Combat Records. The Return…… je uvelike utjecao na tada nastajući death i black metal.

## O albumu
Quorthon je ovako objasnio naziv albuma: "Željeli smo da ljudi samo pročitaju The Return…… ("povratak") – kao drugi ili sljedeći album – i onda okrenu album u potrazi za popisom pjesama. Ne bi naišli na nj, već na apokaliptičnu pjesmu u koju su uvršteni nazivi skladbi. Tek nakon što bi poslušali cijeli album, dobili bi puni naziv albuma: The Return of the Darkness and Evil".

## Popis pjesama
Tekstovi i glazba: Quorthon. 
| 1. | »Revelation of Doom« (instrumental) | 3:27 |
| 2. | »Total Destruction«                 | 3:51 |
| 3. | »Born for Burning«                  | 5:14 |
| 4. | »The Wind of Mayhem«                | 3:13 |
| 5. | »Bestial Lust (Bitch)«              | 2:42 |

| Side 'Evil' (Strana 'Zlo') | Side 'Evil' (Strana 'Zlo')            | Side 'Evil' (Strana 'Zlo') | Side 'Evil' (Strana 'Zlo') | Side 'Evil' (Strana 'Zlo') | Side 'Evil' (Strana 'Zlo') | Side 'Evil' (Strana 'Zlo') | Side 'Evil' (Strana 'Zlo') | Side 'Evil' (Strana 'Zlo') | Side 'Evil' (Strana 'Zlo') |
| Br.                        | Skladba                               | Trajanje                   |                            |                            |                            |                            |                            |                            |                            |
| -------------------------- | ------------------------------------- | -------------------------- | -------------------------- | -------------------------- | -------------------------- | -------------------------- | -------------------------- | -------------------------- | -------------------------- |
| 6.                         | »Possessed«                           | 2:42                       |                            |                            |                            |                            |                            |                            |                            |
| 7.                         | »The Rite of Darkness«                | 2:06                       |                            |                            |                            |                            |                            |                            |                            |
| 8.                         | »Reap of Evil«                        | 3:29                       |                            |                            |                            |                            |                            |                            |                            |
| 9.                         | »Son of the Damned«                   | 2:48                       |                            |                            |                            |                            |                            |                            |                            |
| 10.                        | »Sadist (Tormentor)«                  | 3:00                       |                            |                            |                            |                            |                            |                            |                            |
| 11.                        | »The Return of the Darkness and Evil« | 4:00                       |                            |                            |                            |                            |                            |                            |                            |
| 12.                        | »Outro«                               | 0:25                       |                            |                            |                            |                            |                            |                            |                            |
| 36:57                      |                                       |                            |                            |                            |                            |                            |                            |                            |                            |

Remasterirana inačica albuma iz 2003. godine spaja prvu i drugu skladbu, kao i sedmu i osmu.

## Recenzije
U raznim je intervjuima Fenriz iz Darkthronea pohvalio album i opisao ga kao "esenciju black metala".
Eduardo Rivadavia, glazbeni kritičar sa stranice AllMusic, dodijelio je albumu tri i pol od pet zvjezdica te je komentirao: "Poput njegovog istoimenog debitantskog albuma, Bathoryjev je drugi uradak The Return...... iz 1985. godine nevjerojatno grub proto-black metal album nadahnut gotovo isključivo ranijim Venomovim uradcima. No budite sigurni: žanr je u to vrijeme bio toliko mlad da je, iako je opet bio snimljen u najgorim mogućim uvjetima [...], album bio iznimno revolucionaran. Čak i više od toga, The Return...... je odlično prikazao drugo poglavlje u povijesnoj knjizi skandinavskog black metala gotovo svim svojim zvukovnim načelima -- od sotonističkih tekstova, grubih vriskova, gitarama koje režu i brzih bubnjeva koji karakteriziraju demonske punk-thrashere "Possessed", "Reap of Evil" i "Son of the Damned" do evokativne naslovne skladbe i "Revelation of Doom" (koju čini tutnjajuća bas-gitara i vriskovi od muke) -- sve su to kasnije mlađi, vjerni glazbenici povraćali poput krvavih evanđelja."

## Zasluge
| Bathory - Quorthon – vokali, gitara, dodatna bas-gitara, produkcija, dizajn, fotografija (na poleđini) - Stefan Larsson – bubnjevi - Andreas Johansson – bas-gitara | Ostalo osoblje - Boss – produkcija, inženjer zvuka, miksanje - Gunnar Silins – fotografija (na naslovnici) |